# William J. Atkinson
William J. Atkinson (c. 1950) es un científico estadounidense. 

## Biografía
Se desempeña como científico senior de Boeing Satellite Systems y fue nombrado miembro de la Sociedad Estadounidense de Física en 2011. Es experto en electroóptica y endurecimiento de la radiación nuclear y espacial, fue citado por «contribuciones académicas en las áreas de física nuclear y por aplicaciones sustanciales de la tecnología de la radiación a aplicaciones espaciales en la comunidad aeroespacial». En 2011, también fue honrado como miembro asociado del Instituto Americano de Aeronáutica y Astronáutica.
IEEE Spectrum informó que Atkinson «desarrolló un software conocido como TSAREME (abreviatura de Total Space and Atmospheric Radiation Effects on Microelectronics) para tener en cuenta los errores inducidos por el impacto de la radiación en las órbitas cercanas a la Tierra y dentro de la atmósfera».

## Publicaciones seleccionadas
- Atkinson, William J.; Brezovich, Ivan A. (22 de noviembre de 2006). «An analytic solution from a spherical gamma emitter». American Journal of Physics 74 (12): 1112-1114. Bibcode:2006AmJPh..74.1112A. ISSN 0002-9505. doi:10.1119/1.2348891.
- Atkinson, William J.; Seidler, William A. (2007). «Impact of device scaling and material composition on the soft error rates in avionic systems». Proceedings 2007 IEEE SoutheastCon. pp. 601-605. ISBN 978-1-4244-1028-6. doi:10.1109/SECON.2007.342973.
- Atkinson, William J. (14 de septiembre de 2007). «Analytic solution for source distributions in brachytherapy to obtain uniform dose rates in spherical tumor models». Physics in Medicine & Biology 52 (19): 5871-5879. Bibcode:2007PMB....52.5871A. PMID 17881805. doi:10.1088/0031-9155/52/19/009.
- Atkinson, William J.; Hansen, David; Sunderland, David A.; Seidler, William A. (2008). «TSAREME, a comprehensive tool in evaluating radiation hardness of submicron technologies». IEEE SoutheastCon 2008. pp. 409-414. ISBN 978-1-4244-1883-1. doi:10.1109/SECON.2008.4494329.
- Matzkind, Courtney; Seidler, William A.; Atkinson, William J. (12 de julio de 2009). «Disturbance of Electronics in Low-Earth Orbits by High Energy Electron Plasmas». SAE International Journal of Aerospace (en inglés) 4 (1): 8-13. ISSN 1946-3855. doi:10.4271/2009-01-2339.
- Atkinson, William; Seidler, William; Matzkind, Courtney (2010), «Model Results on the Radiation-Hardness of Submicron Electronics in Aeronautical Systems», U.S. Air Force T&E Days 2010 (American Institute of Aeronautics and Astronautics), ISBN 978-1-60086-965-5, doi:10.2514/6.2010-1724, consultado el 6 de junio de 2020.
- Atkinson, William; Collaboration, William J. Atkinson (2015). «Models for Examining Impact of Cosmic Rays on Integrated Circuits». APS (en inglés) 2015: L1.037. Bibcode:2015APS..APR.L1037A.
- Atkinson, William J. (8 de noviembre de 2018). «Impact of Space radiation on Ultra-Sensitive In-Orbit IR Telescopes». Bulletin of the American Physical Society (American Physical Society) 63 (19).